# Rajonskreisgericht Šiauliai

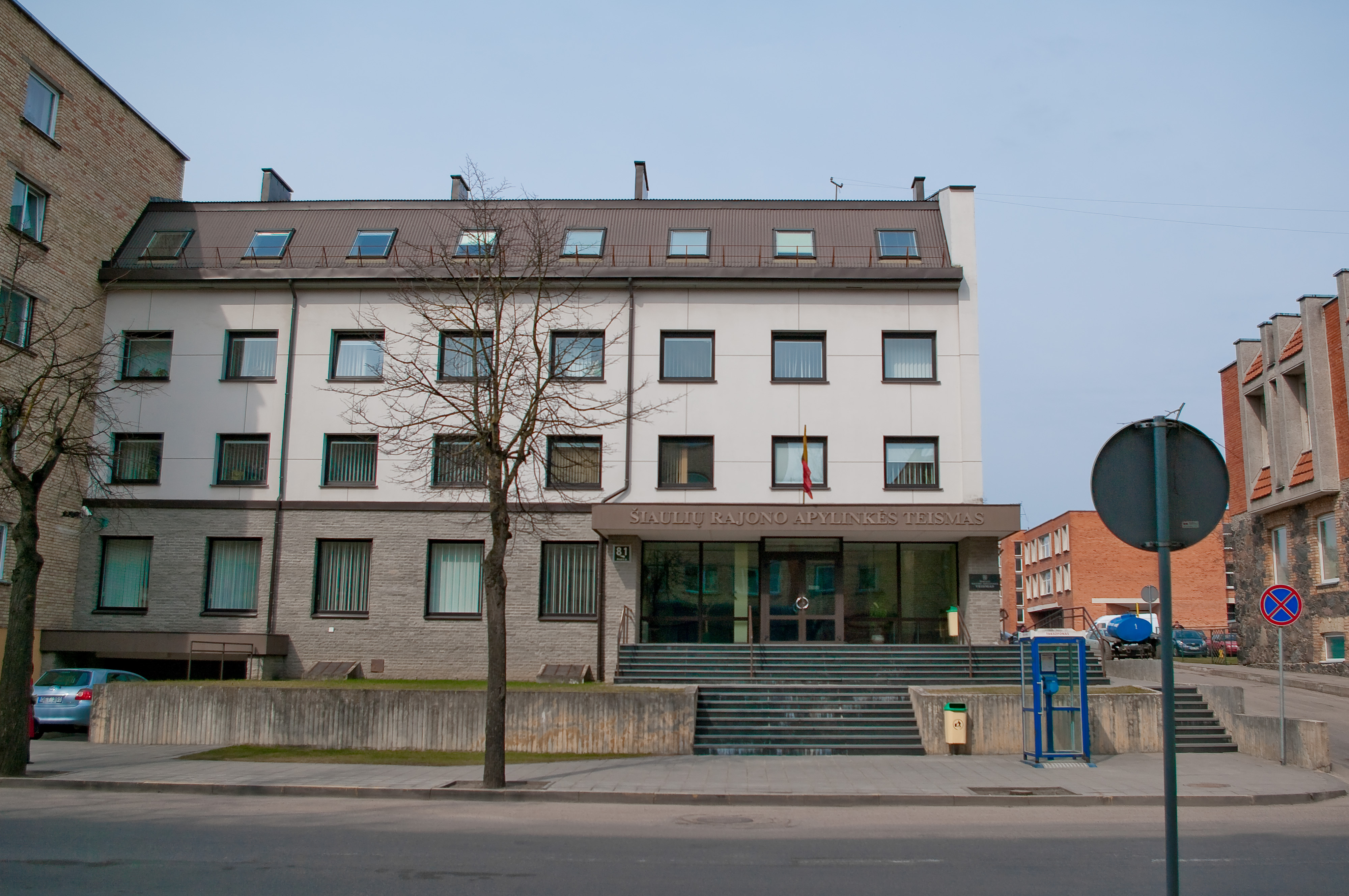
Kreisgericht Šiauliai

Das Rajonskreisgericht Šiauliai (lit. Šiaulių rajono apylinkės teismas) war bis 2013 ein Kreisgericht in Litauen und damals eines der vier Gerichte (neben dem Bezirksgericht, Bezirksverwaltungsgericht und dem Stadtkreisgericht) in der viertgrößten Stadt der Republik. Das zuständige Territorium war die Rajongemeinde Šiauliai. Das Gericht der 2. Instanz war das Bezirksgericht Šiauliai.
Adresse: Dvaro g. 81, Šiauliai, LT-76299.

## Geschichte
Das Gericht wurde am 21. Juni 1987 gegründet, vorsitzender Richter wurde Romaldas Brilius.
2006 gab es 28 Mitarbeiter, davon 7 Richter, 2 Richtergehilfen, Gerichtsinformatiker u. a.
2013 ging es im Rahmen einer Reorganisation im Kreisgericht Šiauliai auf.

## Richter
- Gerichtspräsidentin: Vida Žostautienė